# Plateau de Jos
Le plateau de Jos (appelé auparavant plateau de Bauchi) est une région de plateaux couvrant 7 770 km2, située à une altitude moyenne de 1 280 mètres et culminant à 1 829 mètres aux collines de Shere (en), ce qui en fait la seule région au climat tempéré du Nigeria. Le plateau de Jos a donné son nom à l'État de Plateau où elle se trouve. 

## Histoire

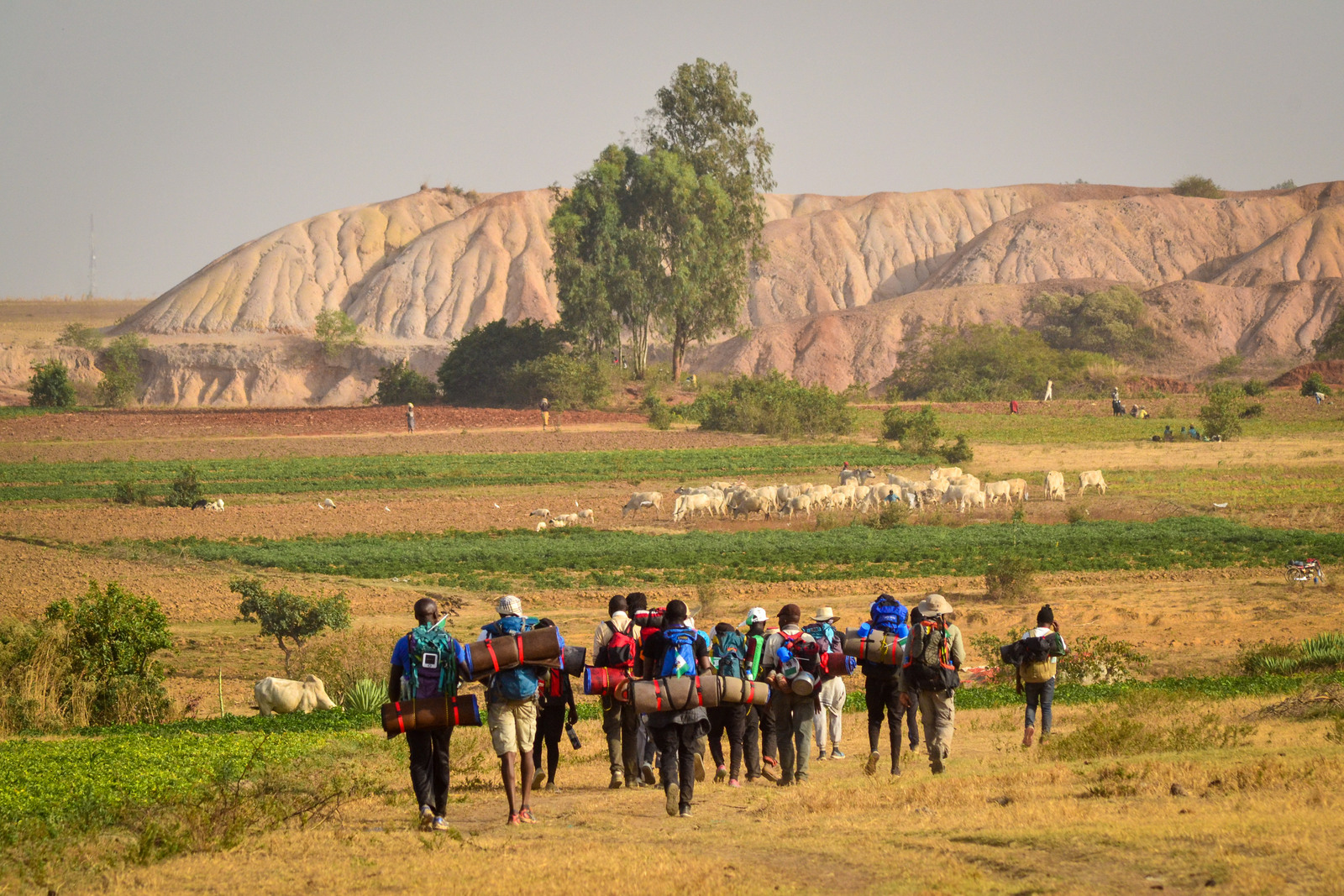
Randonneurs sur le plateau de Jos.

Au XIXe siècle, le plateau de Jos était un refuge pour les populations voulant échapper au jihad mené par les musulmans peuls, comme Usman dan Fodio, dans le nord de Nigeria. Les populations du plateau sont très diverses : une soixantaine de groupes ethnolinguistiques ont pu être identifiés, les plus nombreux étant les Berom, dans la partie nord du plateau.
En 1929, la culture du peuple Nok est redécouverte à l'occasion de recherches de gisements miniers sur le plateau de Jos.
Après la colonisation britannique, la région devient, grâce à son climat, la destination touristique principale des étrangers résidents au Nigeria. Mais les heurts violents ayant opposés populations sédentaires et nomades (Fulani) et les émeutes urbaines opposant musulmans et chrétiens au début du XXIe siècle font chuter l'activité touristique.

## Géologie
Le plateau de Jos est granitique avec certaines élévations d'origine volcaniques et recèle de grandes quantités d'étain, qui ont été exploitées au cours du XXe siècle. Des rivières importantes (Kaduna, Gongola, Hadejia et Yobe) prennent leur source à cet endroit.